# Kathedrale von Saint-Claude

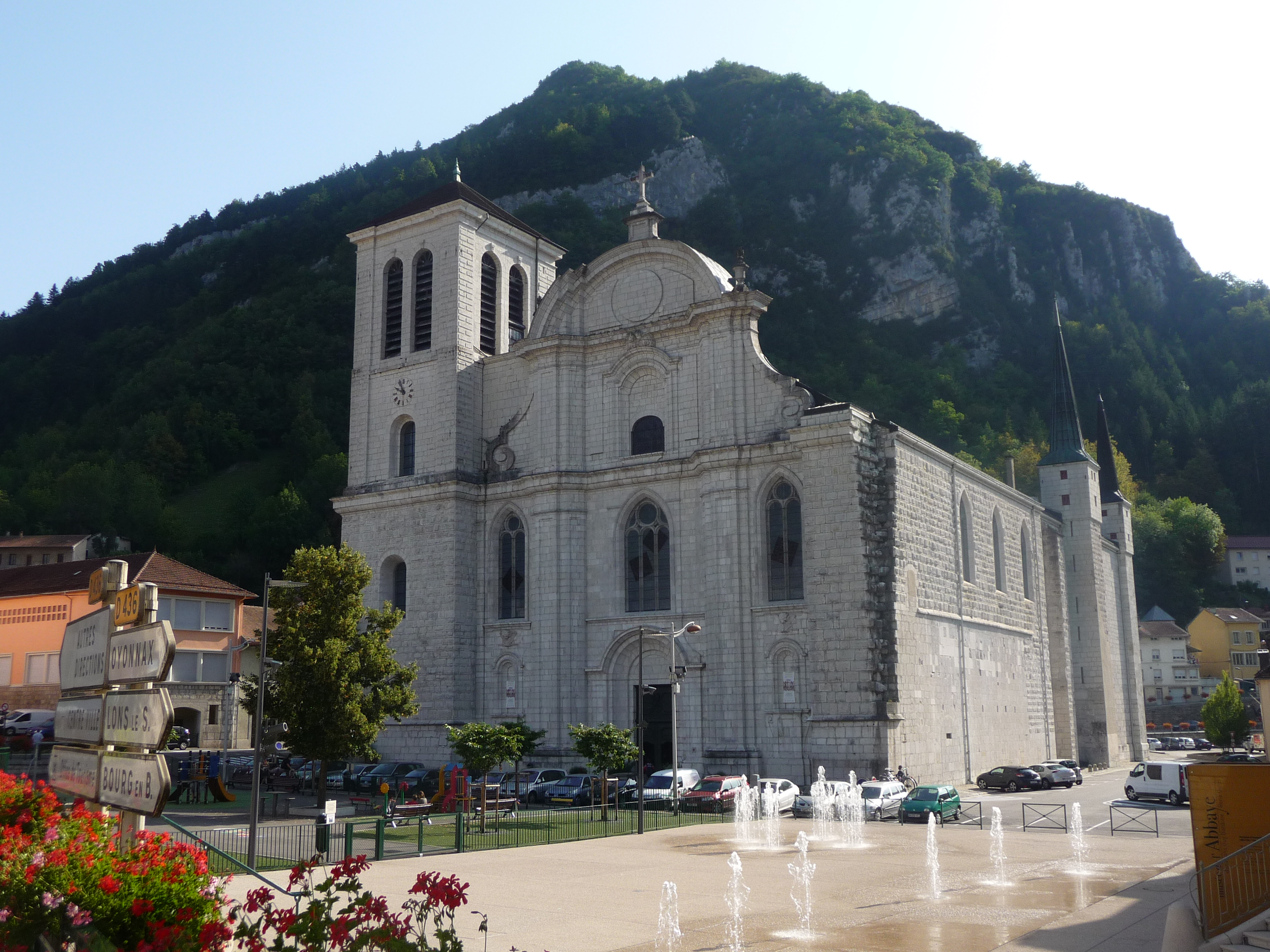
Kathedrale von Saint-Claude

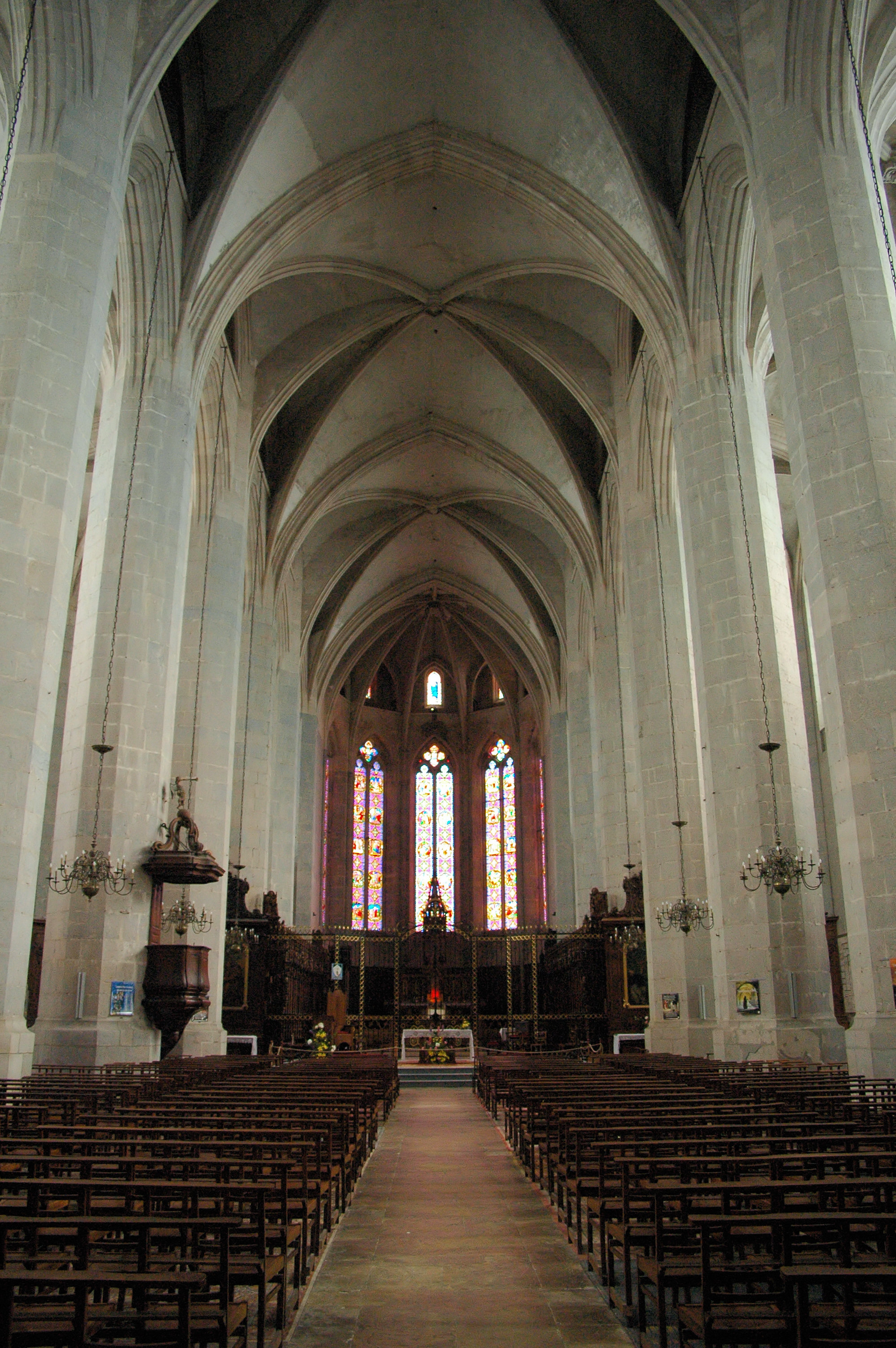
Innenraum

Die Kathedrale von Saint-Claude oder die Kathedrale Saint-Pierre-Saint-Paul-et-Saint-André (französisch Cathédrale Saint-Pierre, Saint-Paul et Saint-André de Saint-Claude) ist eine Kirche in der Stadt Saint-Claude im französischen Département Jura. Die Kathedrale des gleichnamige Bistums ist eine ehemalige Abteikirche der Abtei von Saint-Claude und den drei Aposteln Petrus, Paulus und Andreas geweiht. Die auch Cathédrale Saint-Pierre genannte Kirche wurde im 14. bis 18. Jahrhundert in den Stilformen der Gotik, des Klassizismus und des Barock mit festungsartigen Mauern als Wehrkirche erbaut. Nach der Säkularisierung der Abtei 1742 wurde sie zur Kathedrale des Bistums. 1906 wurde die Kathedrale als historisches Denkmal geschützt und erhielt 1952 den Titel Basilica minor verliehen.

## Geschichte
Die Kathedrale von Saint-Claude steht in der Nachfolge der Abtei Saint-Claude. Die Abtei wurde um 415 unter dem Namen Abtei von Condat von dem Gallorömer St. Romanus gegründet. Der Bau der ersten Kirche wird St. Eugendus (frz. Saint Oyand) zugeschrieben. Im 9. Jahrhundert gab es zwei Kirchen, die dem hl. Eugendus und den drei Aposteln Petrus, Paulus und Andreas gewidmet waren. Die Kirche St-Oyand wurde im 11. Jahrhundert vom Abt Gauceran wiederaufgebaut, unter dieser Kirche befand sich eine Krypta, die von St. Hippolyte im 9. Jahrhundert gebaut und dem heiligen Martin gewidmet wurde. Am Ende des 12. Jahrhunderts wurde diese Kirche unter dem Namen Saint-Claude geführt.
Im 14. Jahrhundert ermöglichte eine Bulle des Gegenpapstes Clemens VII. vom 4. April 1384 und ein Brief seines Unterstützers François de Conzié, Erzbischof von Narbonne, vom 3. Juli 1392 die Verwendung von Einnahmen für den Kirchenbau. Aus diesen Briefen lässt sich ableiten, dass der Bau der heutigen Peterskirche zwischen diesen beiden Daten unter Abt Guillaume V. de La Baume (1384–circa 1411) begann. Die Arbeiten an der Apsis und kurz darauf an der Fassade begannen. Ein Brand in der Abtei im Jahr 1418 muss die Arbeit der Kirche verlangsamt haben. Aus den Jura-Archiven geht hervor, dass die Apsis 1421 praktisch fertig gestellt wurde. Dasselbe gilt für die ersten beiden Joche des Chores. In der Rechnungslegung wird Renaud de Beaujeu als Baumeister benannt. Er arbeitete mit seinem Sohn Pierre. Die Bauarbeiten am dreischiffigen Langhaus und an der Fassade, einschließlich des Glockenturms, gingen bis 1470 recht schnell voran, dann kam es zu einem Stillstand ohne bekannten Grund. Ludwig XI., der eine besondere Hingabe an den heiligen Claudius von Condat hatte, machte wichtige Spenden, um den Bau zu vollenden. Pierre de la Baume, Bischof von Genf zwischen 1522 und 1544 und Abt von Saint-Claude, setzte den Bau fort, doch wurde er im 17. Jahrhundert durch Kriege unterbrochen. Im 18. Jahrhundert fehlen noch die ersten beiden Gewölbejoche.
Die Kirche war 1742 nicht fertig gestellt, als die Abtei in ein weltliches Kanonikerstift umgewandelt wurde und die Kirche zum Sitz des neu geschaffenen Bistums Saint-Claude wurde. Die Fassade mit einem seitlichen Turm wurde dann schnell durch eine gotische Dekoration fertiggestellt. Der Risalit über dem Eingang ist barock gestaltet.
Im Jahr 1950 wurde sie von Papst Pius XII. in den Rang einer Basilica minor erhoben. Eine Gedenktafel am Eingang der Kathedrale erinnert an dieses Ereignis. Im Chor werden die eigenen Insignien der Basilika ausgestellt.

## Ausstattung
Die Kathedrale birgt eine reiche Innenausstattung. Ein Retabel aus dem 16. Jahrhundert im Stil der italienischen Renaissance ist ein Geschenk des Bischofs von Genf. Das reich geschnitzte Chorgestühl wurde 1447 bis 1450 geschaffen, nach dem Brand der südlichen Seite 1983 wurde es originalgetreu nachgebildet. Die Orgel ist im Stil Louis-seize gehalten, wertvolle Glasmalereien stammen aus dem 15. Jahrhundert. Die Kapelle Saint-Claude bewahrt die Reliquien des heiligen Claudius auf.